# Полевой (Новоаннинский район)
Полевой — посёлок в Новоаннинском районе Волгоградской области России. Административный центр Полевого сельского поселения.
Население — 355 (2010)

## География
Посёлок находится в пределах Хопёрско-Бузулукской равнины, являющейся южным окончанием Окско-Донской низменности, в Чесноковской балке. Почвы — чернозёмы обыкновенные.
По автомобильным дорогам расстояние до областного центра города Волгоград составляет 280 км, до районного центра города Новоаннинский — 37 км.
Климат
Климат умеренный континентальный (согласно классификации климатов Кёппена — Dfb). Многолетняя норма осадков — 466 мм. В течение города количество выпадающих атмосферных осадков распределяется относительно равномерно: наибольшее количество осадков выпадает в июне — 53 мм, наименьшее в феврале и марте — по 26 мм. Среднегодовая температура положительная и составляет + 6,7 °С, средняя температура самого холодного месяца января −9,3 °С, самого жаркого месяца июля +21,6 °С.

## История
Основан как хутор Фокин станицы Филоновской Хопёрского округа Земли Войска Донского (с 1870 — Область Войска Донского). В 1859 года на хуторе проживали 114 мужчин и 116 женщин. Также хутор был известен под названиями Астахов, Медков и Праскофьин. На военно-топографической карте 1870 года отмечен под названием Астахов. В 1,5 км южнее располагался хутор Донсков. Согласно переписи населения 1897 года на хуторе проживали 91 мужчина и 99 женщин, из них грамотных: мужчин — 46, грамотных женщин — 2.
В алфавитном списке населённых мест Области Войска Донского 1915 года значится как хутор Фокин-Донсков. Земельный надел хутора Фокин-Донсков составлял 1379 десятин, здесь проживало 211 мужчины и 200 женщин, имелись хуторское правление, приходское училище, ветряная мельница.
В 1928 году хутор Фокин был включён в состав Ново-Аннинского района Хопёрского округа (округ упразднён в 1930 году) Нижне-Волжского края (с 1934 года — Сталинградский край). Хутор носился к Донскому сельсовету (центр — хутор Донской). В период коллективизации на хуторе была размещена центральная усадьба совхоза имени Вильямса. В 1935 году хутор передан в состав Бударинского района. По состоянию на 1 января 1936 года населенный пункт учтён в составе Черкесовского сельсовета как совхоз «Вильямса» (хутор Фокин). Указом Президиума Верховного Совета РСФСР от 12 ноября 1960 года и решением Сталинградского облисполкома от 15 ноября 1960 года № 18/617 Бударинский район был упразднен, Галушкинский сельсовет был включён в состав Новоаннинского района.
В соответствии с Указом Президиума Верховного Совета РСФСР от 28 мая 1962 года поселок центральной усадьбы совхоза имени Вильямса был переименован в поселок Полевой. На основании решения Волгоградского облисполкома от 23 июня 1962 года № 14/369 Вильямский сельсовет переименован в Полевой сельсовет.

## Население
Динамика численности населения по годам:
| 1859 | 1873 | 1897 | 1915 | 1987 | 2002 |
| ---- | ---- | ---- | ---- | ---- | ---- |
| 230  | 208  | 190  | 411  | ≈600 | 448  |

| 2010 |
| ---- |
| 355  |